# ميرهان حسين
ميرهان حسين (28 أكتوبر 1982 -)، مغنية وممثلة مصرية، شاركت في فيلم عمر وسلمي 2، الهرم الرابع ؛ فوبيا كما عملت بشكل مكثف في الدراما التليفزيونية، ومن مسلسلاتها: دوران شبرا، خرم إبره، آدم وجميلة، اسم مؤقت.

## أعمالها الفنية

### الأفلام
| السنة | أسم الفيلم    | الدور        |
| ----- | ------------- | ------------ |
| 2009  | عمر وسلمي 2   | كارما        |
| 2015  | الخلبوص       | لولا         |
| 2016  | عسل أبيض      | نور          |
| 2016  | الهرم الرابع  | رانيا        |
| 2017  | فوبيا         | إلهام        |
| 2017  | دعدووش        | حافصة / ميار |
| 2023  | اتنين للإيجار |              |

### المسلسلات
- 2010: ماما في القسم [4]
- 2012: لحظات حرجة 3
- 2013: جذور
- 2013: آدم وجميلة
- 2013: الوالدة باشا
- 2013: اسم مؤقت
- 2013: أحلي أيام
- 2014: ابن حلال
- 2014: الإكسلانس
- 2015: قصة حب
- 2015: حواري بوخارست
- 2015: حب لا يموت
- 2015: المطلقات
- 2015: الصعلوك
- 2016: جراب حوا
- 2016: المغني
- 2016: الكيف
- 2016: السبع بنات
- 2016: الخانكة
- 2017: الأب الروحي ج1
- 2017: جيران ج1، ج2، ج3
- 2018: جيران ج4
- 2018: أيوب
- 2018: الأب الروحي ج2
- 2019: نصيبي وقسمتك 3
- 2019: قيد عائلي
- 2019: علامة استفهام
- 2019: بركة
- 2020: رجالة البيت
- 2020: ختم النمر
- 2021: نصيبي وقسمتك 4
- 2021: ستات بيت المعادي
- 2022: أنا وهي
- 2022: مشوار الونش
- 2022: نقل عام

### المسرحيات
- 2021: شمسية وأربع كراسي
- 2022: الليلة الكبيرة

### البرامج
- 2008: ستار أكاديمي 5 (مشتركة)
- 2012: ملكة المطبخ (تقديم)
- 2012: لسه هنغني (تقديم)
- 2016: رامز بيلعب بالنار (ضيفة)
- 2024: رامز جاب من الآخر (ضيفة)

## وصلات خارجية
- ميرهان حسين على موقع IMDb (الإنجليزية)
- ميرهان حسين على موقع الدهليز
- ميرهان حسين على موقع قاعدة بيانات الأفلام العربية